# Hùng Vương thứ VI
Hùng Vương thứ VI là một vị vua truyền thuyết của nước Văn Lang trong lịch sử Việt Nam. Tương truyền ông là người đã lãnh đạo người dân Văn Lang chống lại sự tấn công của quân xâm lược Ân.

## Chống giặc Ân
Truyền thuyết kể rằng vào thời Hùng Vương thứ VI, có giặc Ân "mũi đỏ"  đến xâm phạm bờ cõi. Thế giặc mạnh, nhà vua lo sợ, bèn truyền cho sứ giả đi khắp nơi tìm người tài giỏi cứu nước. Ở hương Phù Đổng, bộ Vũ Ninh có đứa trẻ cho đến khi lên ba vẫn không biết nói, biết cười, nhưng khi sứ giả đến thì bỗng dưng cất tiếng nói xin đi đánh giặc. Theo thỉnh cầu của chú bé được sứ giả tâu lại, nhà vua truyền cho thợ ngày đêm làm gấp ngựa sắt, roi sắt, áo giáp sắt. Chú bé lớn rất nhanh.
Giặc đã đến chân núi Trâu, sứ giả đem ngựa sắt, roi sắt, áo giáp sắt đến. Chú bé vùng dậy, vươn vai một cái bỗng biến thành một tráng sĩ mình cao hơn trượng và xông vào trận phá giặc. Giặc tan vỡ, tráng sĩ đuổi đến chân núi Sóc (Sóc Sơn), lên đỉnh núi cởi giáp sắt bỏ lại, rồi cả người lẫn ngựa từ từ bay lên trời. Vua nhớ công ơn, không biết lấy gì đền đáp, phong là Phù Đổng Thiên Vương và lập đền thờ ngay ở quê nhà.

## Xuất hiện nghề dệt
Theo truyền thuyết, Hùng Vương thứ VI có con gái là Mỵ nương Thiều Hoa. Mỵ nương là người hiền lành, xinh đẹp, không chịu lấy chồng, có biệt tài nói chuyện với chim và bướm mỗi khi vào rừng chơi. Mỵ nương khi trò chuyện với loài bướm đã biết được loài bướm nâu đẻ trứng thành sâu, ăn một loài cây (cây dâu) nhả ra tơ vàng. Mỵ nương bèn xin giống trứng rồi về tìm cách đan tơ thành tấm. Mỵ nương Thiều Hoa đặt tên cho những tấm sợi ấy là lụa, gọi bướm là ngài và giống sâu cho sợi ấy là tằm. Cách gọi ấy còn truyền đến ngày nay.

## Tìm người kế vị
Sau khi đánh bại giặc Ân, vua Hùng có ý định truyền ngôi. Nhân dịp đầu Xuân, vua họp các hoàng tử lại, bảo rằng: Con nào tìm được thức ăn ngon lành, để bày cỗ cho có ý nghĩa nhất, thì ta sẽ truyền ngôi vua cho. Các hoàng tử đua nhau tìm kiếm của ngon vật lạ dâng lên cho vua cha, với hy vọng mình lấy được ngai vàng. Trong khi đó, người con trai thứ 18 tên là Lang Liêu có tính tình hiền hậu, lối sống đạo hạnh, hiếu thảo với cha mẹ, nhưng vì mẹ mất sớm, thiếu người chỉ vẽ. Lang Liêu nằm mộng được một vị Thần mách cho nên lấy gạo nếp làm hai thứ bánh: bánh giầy và bánh chưng. Lang Liêu làm theo lời Thần dặn. Đến ngày hẹn, các hoàng tử đều đem thức ăn đến bày trên mâm cỗ. Hoàng tử Tiết Liêu trên mâm chỉ có hai tấm bánh chưng và bánh giầy. Hùng Vương thứ sáu lấy làm lạ hỏi lý do. Lang Liêu đem chuyện Thần báo mộng dạy cách làm, giải thích ý nghĩa của hai thứ bánh. Hùng Vương nếm thử, thấy bánh ngon, khen có ý nghĩa, bèn truyền ngôi Vua lại cho Lang Liêu.

## Lăng mộ
Lăng mộ vua Hùng trên núi Nghĩa Lĩnh, nằm ở phía đông đền Thượng, được tương truyền là mộ của Vua Hùng thứ 6. Mặt lăng quay theo hướng đông nam, vốn là một mộ đất.
Năm 1870, vua Tự Đức hạ lệnh cho xây mộ dựng lăng. Năm 1922, lăng được trùng tu.
Lăng Hùng Vương ngày nay là một phần trong Khu di tích lịch sử Đền Hùng.